# Парламент ЮАР
Парламент Южно-Африканской Республики (англ. Parliament of the Republic of South Africa) — законодательный орган (парламент) ЮАР. Располагается в Кейптауне. По конституции, парламент является особым органом государственного управления — конституционным собранием (англ. Constitution-Making Body). Состоит из двух палат: Национального совета провинций (верхняя палата) и Национальной ассамблеи (нижняя).